# 双色鳗鲡
双色鳗鲡（学名：Anguilla bicolor），是鳗鲡科鳗鲡属的一种，广泛分布于印度洋和太平洋西部海域及沿岸河流中。
中国学者曾在1984年发表一鳗鲡属新种—福州鳗鲡（Anguilla foochowensis），后来被视为是本种的同物异名
。

## 习性
双色鳗鲡属于一种溯河洄游性鱼类，成年生活于沿海江河上游的水底或深水塘中，性成熟后进入海中产卵，幼体在海洋或河口水域生活。肉食性。